# Richard Perner
Richard Perner (né le 11 octobre 1876 à Alt Waldenburg et mort le 30 mai 1955 à Hambourg) est compositeur, éditeur et sénateur semi-officiel au Sénat d'Hambourg (de).

## Biographie
Après une formation (1891-1893) de compositeur, Perner exerce cette profession et rejoint le SPD.
À partir de 1903, Perner travaille comme éditeur à Forst (Lusace). En 1907, il s'installe à Brandebourg-sur-la-Havel en tant que rédacteur en chef du Brandenburger Zeitung (de), l'organe officiel du parti social-démocrate. À partir de 1909, Perner écrit à Hambourg pour le Hamburger Echo (de). De 1916 à 1919, Perner doit participer à la Première Guerre mondiale. Perner y est un rédacteur influent jusqu'à ce que le Hamburger Echo soit interdit le 3 mars 1933.
Au cours de l'opération Grid, Perner est arrêté en août 1944 et emprisonné dans le camp de concentration de Fuhlsbüttel jusqu'en septembre 1944.

## Député et sénateur
De 1905 à 1907, Perner est conseiller municipal du SPD à Forst. À Hambourg, Perner est élu au parlement d'Hambourg en 1919, dont il reste député jusqu'en 1933.
À la mort de Carl Legien fin décembre 1920, Perner lui succède au Reichstag pour la 14e circonscription. Lors des élections au Reichstag de 1920, le vote dans la 14e circonscription est reportée en raison du référendum dans le duché de Schleswig comme stipulé dans le traité de paix de Versailles. Ainsi, avec la disposition transitoire § 38 de la loi électorale du Reich du 27 avril 1920, Legien et plus tard Perner sont encore députés du Reichstag jusqu'à l'élection partielle du 20 février 1921. Perner est député du Reichstag pendant près de six semaines.
Le 5 avril 1928, Perner est élu au Sénat d'Hambourg (de), où il est sénateur semi-officiel jusqu'à sa démission le 15 septembre 1931, date à laquelle le Sénat est réduit,.